# 브론테 자매 (영화)
브론테 자매(The Bronte Sisters, Les Soeurs Bronte)는 프랑스에서 제작된 앙드레 테시네 감독의 1979년 영화이다. 이자벨 아자니 등이 주연으로 출연하였고 Yves Peyrot 등이 제작에 참여하였다.

## 출연

### 주연
- 이자벨 아자니
- 마리 프랑스 피지에

### 조연
- 이자벨 위페르
- 파스칼 그레고리
- 패트릭 마지
- 헬렌 수거르

## 제작진
- 미술: 장-피에르 코후-스벨코
- 의상: Christian Gasc